# لوئیس سائرا
خوزه لوئیس کاسترو سائرا (اسپانیایی: José Luis Castro Zahera‎؛ زادهٔ ۲۳ مهٔ ۱۹۶۶) بازیگر اهل اسپانیا است.
از فیلم‌ها یا برنامه‌های تلویزیونی که وی در آن نقش داشته است، می‌توان به جانوران، سلول ۲۱۱، دوشنبه‌ها در آفتاب، آلاتریست، کیفر، نامه و شیفته او اشاره کرد.
وی یکبار برندهٔ جایزهٔ حلقه نویسندگان سینمایی و دو مرتبه برندهٔ جایزه گویای بهترین بازیگر نقش مکمل مرد شده است.